# Cambridge Folk Festival
 (septembre 2012).
Si vous disposez d'ouvrages ou d'articles de référence ou si vous connaissez des sites web de qualité traitant du thème abordé ici, merci de compléter l'article en donnant les références utiles à sa vérifiabilité et en les liant à la section « Notes et références ».

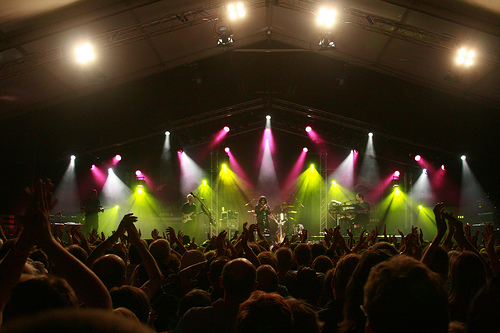
Le Cambridge Folk Festival en 2008

Cambridge Folk Festival est un festival de musique annuel qui se déroule à Cherry Hinton, une commune de la ville de Cambridge en Angleterre. Il a lieu durant un weekend de 3-4 jours en été. Le festival est devenu très populaire[réf. nécessaire], avec 10000 spectateurs dont beaucoup de réguliers, et les places se vendent très rapidement.[réf. nécessaire]

## Histoire
En 1964, le conseil municipal de Cambridge a décidé d'organiser un festival de musique traditionnelle pour l'été suivant. Ils se sont adressés à Ken Woollard, un pompier et militant socialiste qui était membre d'un club de folk. Lui pensait à un festival ayant une ambiance conviviale voire familiale, et qui montre les valeurs du domaine de la musique folk.